# 達格默塞倫

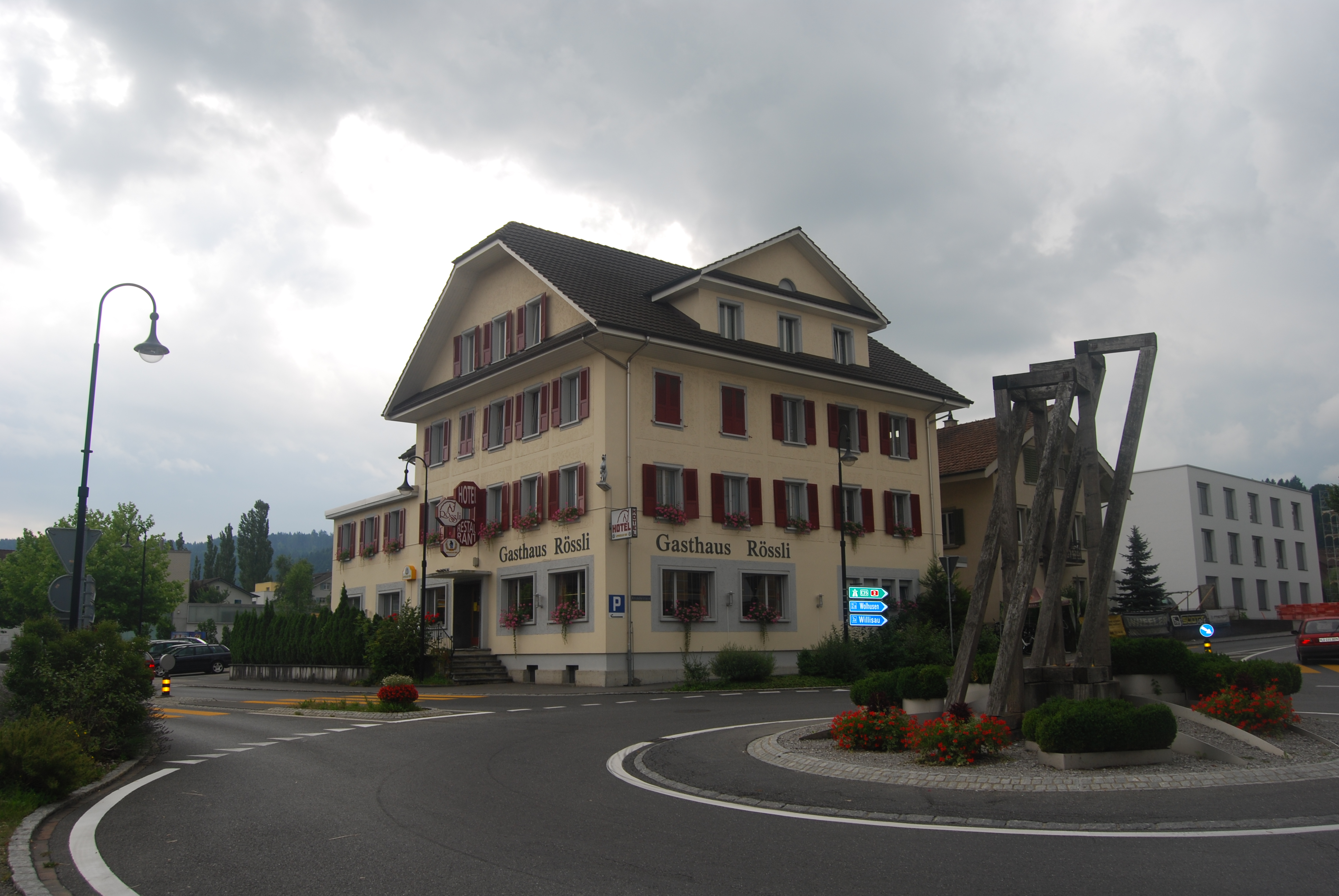

達格默塞倫是瑞士的城鎮，位於該國北部，由琉森州負責管轄，面積23.9平方公里，海拔高度481米，2010年人口4,973，其中八成居民信奉羅馬天主教。